# Louis Corman
Louis Corman (Roubaix, 19 de febrer de 1901 - Nantes, 13 d'abril de 1995) fou un metge psiquiatre i psicòleg francès conegut per ser el creador de la morfopsicologia, disciplina pseudocientífica que estudia la correlació entre els trets facials i els trets del caràcter. És també conegut a nivell internacional per haver creat el test pota negra i per haver millorat el test del dibuix de família per la comprensió de la psicologia dels nens, que avui dia són molt utilitzats.

## Biografia
Va néixer a Roubaix (nord de França) l'any 1901. Va estudiar medicina a la Sorbona de París. Fou nomenat metge cap del departament de psiquiatria per adults a l'hospital Saint Louis de París. A la fi dels anys 1930 va a anar a treballar a l'hospital Saint-Jacques de Nantes. Allà va fundar el departament de psiquiatria infantil, que va dirigir des del 1934 fins al 1968. Amb la finalitat de millorar la comprensió dels nens que tenien dificultats de comunicació va estudiar les relacions entre els trets físics del rostre i els trets psicològics. L'any 1937 va publicar el seu primer llibre sobre el tema, Quinze leçons de Morphopsychologie (Quinze lliçons de morfopsicologia), i va elaborar el concepte de morfopsicologia. Des del primer manual que va escriure, Louis Corman va establir una tipologia específica. És autor de molts llibres i l'any 1985 va publicar l'obra més completa i més destacable sobre morfopsicologia: Rostres i Caràcters. L'any 1980 va fundar la Société Française de Morphopsychologie (SFM) per a divulgar i ensenyar la morfopsicologia, i va establir-ne un codi deontològic que es resumeix en la frase “No jutjar sinó comprendre”. Avui dia la SFM segueix sent el punt de referència internacional per a la formació de morfopsicòlegs i per la divulgació d'aquesta disciplina. Louis Corman va morir a Nantes el 13 d'abril de 1995, als 94 anys.

## Morfopsicología

### Una llei biològica, fonament de la morfopsicologia
A començaments del segle xx Claude Sigaud, un metge de Lyon (França) aplicava un enfocament especial amb els seus pacients: establia els vincles entre l'entorn, les funcions corporals i l'aparença del pacient, la qual cosa va impactar a varis dels seus alumnes. A partir de l'obra que Claude Sigaud va publicar l'any 1914, La forme humaine. Sa signification (La forma humana. Llur significat), Louis Corman va descobrir la principal llei que fonamenta la morfopsicologia: la llei biològica de dilatació-retracció, que ilustra el doble moviment vital de tot ésser viu, i que consisteix en l'expansió i en la retracció. El doctor Corman va plantejar com a base de l'anàlisi morfopsicològica que les formes amples i rodones són l'expressió de l'instint d'expansió. Quan un individu percep el seu entorn com favorable i amistós, les seves formes corporals s'eixamplen. Al contrari, les formes estretes i abonyegades, o amb buits, són la conseqüència que ha treballat l'instint de conservació, que percep l'entorn com hostil o desfavorable. Quan naixem, tot ésser viu posseeix ambdós instints, però l'afinitat amb el medi ambient i els fets experimentats enforteixen un dels dos i modelen les formes corporals perquè siguin dilatades o retretes. La sensibilitat innata de cada individu determina les percepcions del món que l'envolta i els atribueix un valor d'acostament, si les considera favorables, o un valor d'allunyament, si les considera desfavorables per la seva vida. La sensibilitat, l'activitat i la ressonància tenen un origen innat però al llarg de la vida i de les experiències poden augmentar o disminuir. També poden augmentar o disminuir les valoracions d'adaptació a l'entorn o de protecció d'ell. Per això, els trets del caràcter no són estàtics sinó dinàmics i evolutius.
En definitiva, Corman concep la morfopsicologia com una ciència humana que es fonamenta en la teoria de la influència directa de la biologia en els trets del caràcter, però també del mode com la interacció amb l'ambient incideix en ells.

### Aplicació de la morfopsicologia
Corman dona una finalitat múltiple a la morfopsicologia: en pedagogia infantil, en l'orientació professional, en la psicologia aplicada i en les professions en que s'hagi de conèixer bé l'interlocutor, com és el cas de comercials i mediadors.

### La personalitat segons Corman
Per a Corman la personalitat –avui dia la identitat o el self- s'explica a través d'una concepció eclèctica entre la perspectiva biologista, ja que reconeix que existeixen en cada ésser aptituds innates, i la perspectiva psicoanalista. Admet les influències del medi que ens envolta educatives i socioculturals però hi afegeix com a novetat les nocions de flux vital, d'antagonisme, de conflicte de tendències i la noció d'evolució. Per tant, defensa una visió dinàmica i evolutiva de la personalitat. Corman se centra en la psicologia individual i estudia tot el comportament humà, no només l'activitat intelectiva. Explica com la percepció de l'entorn i els processos interns influeixen en tota l'activitat humana. Aquesta percepció i aquestes influències en la forma de percebre són les que determinen les respostes de l'individu. Les inferències perceptives tenen segons Corman un important element innat i un altre element adquirit mitjançant l'experiència, l'evolució natural de l'organisme i l'educació de la sensibilitat. En aquest sentit, considera les respostes individuals fetes devant els mateixos estímuls perceptius profundament diferents en funció dels individus, i des d'aquesta òptica les influències culturals, històriques i socials no es produirien sempre amb la mateixa intensitat en els diferents individus. Per explicar la personalitat de l'individu i les correlacions entre forma i psique, Corman utilitza el sistema emocional occidental. També utilitza la noció “d'equilibri” dins la personalitat per a referir-se, en cada cas particular, a una finalitat última de cada ser individual: la de buscar l'equilibri en la seva personalitat.
Veiem Corman allunyat de plantejaments conductistes, ja que la predictibilitat d'una conducta xoca en principi amb la llei de l'evolució humana entesa en sentit personal i referida a l'individu concret. Per aquest motiu l'estudi dels trets de personalitat d'un individu ha de cenyir-se a un moment social i històric determinat en la seva vida. En definitiva, Corman concep l'estudi de la personalitat com una imatge congelada en un moment donat d'un procés vital evolutiu, progressiu i no predictible que s'inicia al néixer i que acaba al moment de morir. El més impactant és que Corman enuncia les lleis d'aplicació de la morfopsicologia i en fa una tasca difusora i pràctica, amb la finalitat de conèixer profundament la psicologia i el món perceptiu individual.

## Publicacions
- Visages et Caractères. Études de physiognomonie, P., Plon, 1932 (amb la col·laboració de Gervais Rousseau, M. Beaux & A. Protopazzi); reeditat l'any 1948

Obra disponible en castellano: Rostros y Caracteres, Guid Publicaciones, 2013 (Traducció oficial de Visages et caractères per dos morfopsicòlegs diplomats per la SFM, Natividad Mota i Benoît Corman).
- Constitution physique des paralytiques généraux contenant un Essai sur les Tempéraments, G. Boin, [1932]
- Études d'orientation professionnelle, 1932
- Quinze leçons de morphopsychologie, 1937 (obra que funda la morfopsicologia)
- L'éducation dans la confiance. Avec vingt portraits par A. Protopazzi, P., Stock, 1947
- Le test du dessin de famille, P., PUF, 1964
- Le test du gribouillis, P., PUF, 1966
- Psycho-pathologie de la rivalité fraternelle, Dessart, 1970
- Le Test Patte Noire, P., PUF, 1972

Tome 1 : Manuel (reedició de l'any 1999)
Tome 2 : Le complexe d'Œdipe
Tome 3 : La règle d'investissement
- L'éducation éclairée par la psychanalyse, Dessart, 1973
- L'interprétation dynamique en psychologie, P., PUF, 1974
- Narcissisme et frustration d'amour, Dessart&Mardaga, 1975
- Connaissance des enfants par la morphopsychologie, PUF, 1975 (reedició de 1992)
- Le diagnostic de l'intelligence par la morphopsychologie, PUF, 1975
- Nouveau manuel de morphopsychologie, P., Stock-Plus, 1977
- Types morphopsychologiques en littérature, P., PUF, 1978
- Nietzsche psychologue des profondeurs, P., PUF, 1982
- Visages et caractères, P., PUF, 1985; reeditat els anys 1987, 1991, 1999, 2001
- Les expressions du visage, Grancher, 1991
- Caractérologie et morphopsychologie, P., PUF, 1994
- La Bisexualité créatrice, Grancher, 1994